# 21.ª Calle Suroeste
La 21.ª Calle Suroeste es una calle secundaria del cuadrante suroeste de Managua, Nicaragua. Sirve de conexión entre el barrio Jonathan González en el este de la ciudad y sectores más residenciales en el oeste como Loma Verde.

## Trazado
Inicia en la 1.ª Avenida Suroeste en el barrio Jonathan González, y continúa en dirección oeste atravesando barrios intermedios como Monseñor Lezcano y Colonia Nicarao, finalizando su recorrido en la 35.ª Avenida Suroeste dentro del sector de Loma Verde.

## Intersecciones principales
- 1.ª Avenida Suroeste – Inicio en el barrio Jonathan González
- 21.ª Avenida Suroeste
- 27.ª Avenida Suroeste – Conexión hacia zonas comerciales
- 35.ª Avenida Suroeste – Final en áreas residenciales del suroeste

## Barrios que atraviesa
- Jonathan González
- Monseñor Lezcano
- Colonia Nicarao
- Loma Verde

## Coordenadas
12°8′26″N 86°17′33″O / 12.14056, -86.29250